# بانة ورة
بانة ورة هي مدينة في مقاطعة باوه‌، إيران. عدد سكان هذه المدينة هو 3,187 في سنة 2016.